# Melt-Banana
Melt-Banana é uma banda da cidade de Tokyo, no Japão, fundada em 1992. Com uma produção musical de difícil caracterização, mas que para alguns da crítica especializada, se aproxima do noise rock, Melt-Banana alcançaram o status de ser uma banda influente na harsh noise. 

## Discografia
- Speak Squeak Creak (1994)
- Cactuses Come In Flocks (1994)
- Scratch Or Stitch (1995)
- Charlie (1998)
- MxBx 1998/13,000 Miles At Light Velocity (1999)
- Teeny Shiny (2000)
- Cell-Scape (2003)
- 13 Hedgehogs (2005)
- Bambi's Dilemma (2007)
- Melt-Banana Lite Live Ver 0.0 (2009)
- Fetch (2013)